# Oscar Ekström
Oscar Ekström (ur. 8 września 1994) – szwedzki pływak, specjalizujący się głównie w stylu dowolnym.
Brązowy medalista Europy juniorów z Antwerpii (2012) na 100 m stylem dowolnym.